# Coraebus
Coraebus — род златок из подсемейства Agrilinae. Описано около 250 видов.

## Описание
Переднегрудь без воротничка или только с его слабыми следами. Боковой край переднеспинки зазубренный, волнистый или с поперечной насечкой.

## Систематика
В составе рода:
- вид: Coraebus elatus (Fabricius, 1787)
- вид: Coraebus undatus (Fabricius, 1775)